# Barbus mattozi
 Barbus mattozi és una espècie de peix cipriniforme de la família dels ciprínids.

## Morfologia
Els mascles poden assolir els 40 cm de longitud total.

## Distribució geogràfica
Es troba a l'Àfrica austral.